# Eurochambres

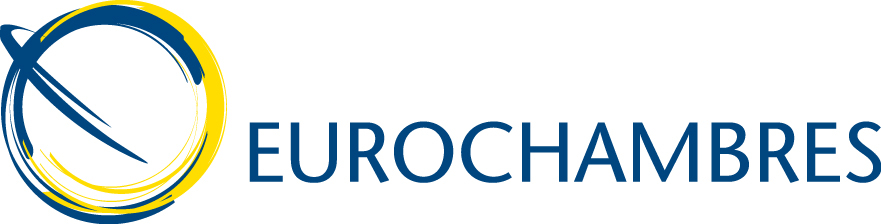
Logo dell'associazione.

Eurochambres è l'associazione delle camere di commercio e industria europee ed è un ente di rappresentanza imprenditoriale presso le istituzioni europee con sede a Bruxelles.
Fondata nel 1958, Eurochambres rappresenta gli interessi di oltre 20 milioni di imprese presenti in 43 paesi attraverso una rete di 1.700 camere regionali e locali, organizzate in 43 sistemi nazionali e due transnazionali. Oltre il 98% di queste imprese sono di piccole o medie dimensioni e danno lavoro complessivamente ad oltre 120 milioni di persone.

## Struttura organizzativa
La presidenza di Eurochambres è costituita da 12 membri che si riuniscono in media tre volte l'anno e il presidente viene eletto dall'assemblea plenaria che si riunisce due volte all'anno. Il segretario generale ha un ruolo di coordinamento di una trentina di persone.
I membri attuali dell'amministrazione sono i seguenti:
- Christoph Leitl (Presidente della Camera Federale del Commercio Austriaca) - Presidente. Eletto in ottobre 2017[3].
- Constantine Michalos (Presidente dell'Unione delle Camere del Commercio e dell'Industria Elleniche) - Presidente Deputato
- Ian Talbot (CEO di Chambers Ireland) - Presidente Deputato
- Stephan Müchler (Presidente e CEO delle Camere del Commercio e dell'Industria della Svezia meridionale) - Presidente Deputato
- Pierre Goguet (Presidente di CCI Francia) - Vice Presidente
- Michl Ebner (Presidente della Camera di Commercio, Industria, Artigianato e Agricoltura di Bolzano)  - Vice Presidente
- Miquel Valls y Maseda (Presidente della Camera di Commercio e Industria di Barcellona, Spagna) - Vice Presidente
- Wolfgang Grenke (Membro del Consiglio dell'Associazione delle Camere Tedesche dell'Industria e del Commercio) - Vice Presidente
- Marek Kloczko (Vice Presidente e Direttore Generale della Camera del Commercio polacca) - Vice Presidente
- Rifat Hisarcıklıoğlu (Presidente della Camera del Commercio turca)- Vice Presidente
- Arnaldo Abruzzini - Amministratore Delegato.

## Storia
Eurochambres fu fondata il 28 febbraio 1958 come la "Conférence Permanente des Chambres de Commerce et d’Industrie de la CEE" da parte di sei mebri, con l'obiettivo di promuovere i punti di vista delle organizzazioni della Camera sull'unificazione delle legislazioni nazionali a livello europeo, e per formare delle opinioni sulle modifiche da fare alle legislazioni commerciali. Un obiettivo importante della Conferénce era anche di raggruppare le competenze per fornire un esempio di alta qualità della cooperazione europea. The Conférence Permanente tenne la sua prima assemblea a Strasburgo il 28 febbraio 1958. I membri iniziali erano associazioni nazionali delle Camere di Commercio e delle Industrie provenienti da Belgio, Francia, Germania, Italia, Lussemburgo e i Paesi Bassi. Nell'anno 1961 vi fu la creazione del primo comitato tecnico, e si unirono quattro nuovi membri. Nel 1977 fu creato un Secretariato permanente (prima che le varie nazioni assumessero il ruolo a turno).
Eurochambres, l'Associazione delle Camere di Commercio e Industria Europee, è stata registrata come una organizzazione no-profit internazionale in Belgio (Association internationale à but non lucratif) nel 1977. La rete si espanse progressivamentea 43 soci nazionali e 2 organizzazioni transnazionali delle Camere da un'Europa in crescita.
Nel 2008, Eurochambres organizzò il primo "Parlamento Europeo delle imprese" che riunì circa 774 business europei di diverse dimensioni e da tutti i settori nel semicerchio del Parlamento Europeo a Bruxelles. La sessione di apertura fu guidata da Hans-Gert Pöttering (Presidente del Parlamento Europeo), José Manuel Barroso (Presidente della Commissione Europea), Hervé Novelli (Ministro francese del Commercio), e Pierre Simon (allora Presidente di Eurochambres). Seguirono tre sessioni di dibattiti e voti, ognuna con la presenza di un Membro del Parlamento Europeo e un Commissario Europeo. Altre edizioni dell'evento furono organizzate negli anni 2010, 2012, 2014, e 2016, in collaborazione con il Parlamento Europeo.